# Olympische Winterspiele 2026/Curling/Qualifikation
Dieser Artikel beschreibt die Qualifikation für die Olympischen Winterspiele 2026 im Curling. Für jedes der drei olympischen Curlingturniere können sich jeweils 10 Nationen qualifizieren. Die Mannschaften bei den Männern und Frauen bestehen aus je 5 Athleten pro Nation. Im Mixed bilden zwei Athleten eine Mannschaft.

## Qualifikationssystem
Als Gastgebernation erhielt zunächst Italien pro Turnier einen Quotenplatz.
Die anderen Nationen haben die Möglichkeit, sich über zwei verschiedene Wege für die Olympischen Winterspiele 2026 zu qualifizieren. Je Turnier qualifizieren sich sieben Nationen über eine Rangliste. Diese wird anhand von Qualifikationspunkten erstellt, die auf den Resultaten der jeweiligen Weltmeisterschaften 2024 und 2025 erreicht wurden. Für jedes Turnier werden jeweils zwei weitere Quotenplätze im Dezember 2025 beim Olympischen Qualifikationsturnier vergeben.

## Qualifizierte Nationen
| Nation             | Männer | Frauen | Mixed | Quotenplätze |
| ------------------ | ------ | ------ | ----- | ------------ |
| China              |        | X      |       | 1            |
| Dänemark           |        | X      |       | 1            |
| Deutschland        | X      |        |       | 1            |
| Estland            |        |        | X     | 1            |
| Großbritannien     | X      | X      | X     | 3            |
| Italien            | X      | X      | X     | 3            |
| Kanada             | X      | X      | X     | 3            |
| Norwegen           | X      |        | X     | 2            |
| Schweden           | X      | X      | X     | 3            |
| Schweiz            | X      | X      | X     | 3            |
| Südkorea           |        | X      |       | 1            |
| Tschechien         | X      |        |       | 1            |
| Vereinigte Staaten |        |        | X     | 1            |
| Gesamt: 13 NOKs    | 8      | 8      | 8     | 24           |

### Männer
| Wettkampf                                                  | Datum                    | Ort          | Plätze | Nation                                                                 | Nation                                                                 |
| ---------------------------------------------------------- | ------------------------ | ------------ | ------ | ---------------------------------------------------------------------- | ---------------------------------------------------------------------- |
| Gastgebernation                                            | —                        | —            | 1      | Italien                                                                | Italien                                                                |
| Qualifikationspunkte bei der Weltmeisterschaft 2024 & 2025 | 30. März – 7. April 2024 | Schaffhausen | 7      | Schweden Kanada Großbritannien Schweiz Deutschland Norwegen Tschechien | Schweden Kanada Großbritannien Schweiz Deutschland Norwegen Tschechien |
| Qualifikationspunkte bei der Weltmeisterschaft 2024 & 2025 | 29. März – 6. April 2025 | Moose Jaw    | 7      | Schweden Kanada Großbritannien Schweiz Deutschland Norwegen Tschechien | Schweden Kanada Großbritannien Schweiz Deutschland Norwegen Tschechien |
| Olympisches Qualifikationsturnier                          | 6. – 13. Dezember 2025   | Kelowna      | 2      |                                                                        |                                                                        |
| Gesamt                                                     | Gesamt                   | Gesamt       | 10     | 8                                                                      | 8                                                                      |

### Frauen
| Wettkampf                                                  | Datum                    | Ort       | Plätze | Nation                                                         | Nation                                                         |
| ---------------------------------------------------------- | ------------------------ | --------- | ------ | -------------------------------------------------------------- | -------------------------------------------------------------- |
| Gastgebernation                                            | —                        | —         | 1      | Italien                                                        | Italien                                                        |
| Qualifikationspunkte bei der Weltmeisterschaft 2024 & 2025 | 30. März – 7. April 2024 | Sydney    | 7      | Schweiz Kanada Südkorea Schweden Großbritannien Dänemark China | Schweiz Kanada Südkorea Schweden Großbritannien Dänemark China |
| Qualifikationspunkte bei der Weltmeisterschaft 2024 & 2025 | 15. – 23. März 2025      | Uijeongbu | 7      | Schweiz Kanada Südkorea Schweden Großbritannien Dänemark China | Schweiz Kanada Südkorea Schweden Großbritannien Dänemark China |
| Olympisches Qualifikationsturnier                          | 6. – 13. Dezember 2025   | Kelowna   | 2      |                                                                |                                                                |
| Gesamt                                                     | Gesamt                   | Gesamt    | 10     | 8                                                              | 8                                                              |

### Mixed
| Wettkampf                                                  | Datum                   | Ort         | Plätze | Nation                                                                     | Nation                                                                     |
| ---------------------------------------------------------- | ----------------------- | ----------- | ------ | -------------------------------------------------------------------------- | -------------------------------------------------------------------------- |
| Gastgebernation                                            | —                       | —           | 1      | Italien                                                                    | Italien                                                                    |
| Qualifikationspunkte bei der Weltmeisterschaft 2024 & 2025 | 20. – 27. April 2024    | Östersund   | 7      | Estland Schweden Großbritannien Norwegen Kanada Schweiz Vereinigte Staaten | Estland Schweden Großbritannien Norwegen Kanada Schweiz Vereinigte Staaten |
| Qualifikationspunkte bei der Weltmeisterschaft 2024 & 2025 | 26. April – 3. Mai 2025 | Fredericton | 7      | Estland Schweden Großbritannien Norwegen Kanada Schweiz Vereinigte Staaten | Estland Schweden Großbritannien Norwegen Kanada Schweiz Vereinigte Staaten |
| Olympisches Qualifikationsturnier                          | 15. – 20. Dezember 2025 | Kelowna     | 2      |                                                                            |                                                                            |
| Gesamt                                                     | Gesamt                  | Gesamt      | 10     | 8                                                                          | 8                                                                          |

## Qualifikationsübersicht
| Legende | Legende |
| ------- | --- |
|         | Gastgebernation                                                                                                  |
|         | Nation qualifiziert für die Olympischen Winterspiele über Qualifikationspunkte der Weltmeisterschaft 2024 & 2025 |
|         | Nation qualifiziert für die Olympischen Spiele über das Olympische Qualifikationsturnier                         |
|         | Nation qualifiziert für das Olympisches Qualifikationsturnier                                                    |
|         | Nation ist für die Winterspiele 2026 qualifiziert                                                                |

### Männer
| Nation              | WM 2024 | WM 2024 | WM 2025 | WM 2025 | Gesamt | Olympisches Qualifikationsturnier | Winterspiele 2026 |
| Nation              | Rang    | Punkte  | Rang    | Punkte  | Punkte | Olympisches Qualifikationsturnier | Winterspiele 2026 |
| ------------------- | ------- | ------- | ------- | ------- | ------ | --------------------------------- | ----------------- |
| Großbritannien      | 4       | 10      | 1       | 15      | 25     | →                                 |                   |
| Kanada              | 2       | 13      | 3       | 11      | 24     | →                                 |                   |
| Schweden            | 1       | 15      | 5       | 9       | 24     | →                                 |                   |
| Schweiz             | 7       | 7       | 2       | 13      | 20     | →                                 |                   |
| Deutschland         | 5       | 9       | 8       | 6       | 15     | →                                 |                   |
| Italien             | 3       | 11      | 10      | 4       | 15     | →                                 |                   |
| Norwegen            | 10      | 4       | 6       | 8       | 12     | →                                 |                   |
| Tschechien          | 9       | 5       | 7       | 7       | 12     | →                                 |                   |
| Vereinigte Staaten  | 6       | 8       | 11      | 3       | 11     | Q                                 |                   |
| Volksrepublik China | X       | X       | 4       | 10      | 10     | Q                                 |                   |
| Japan               | 11      | 3       | 9       | 5       | 8      | Q                                 |                   |
| Niederlande         | 8       | 6       | X       | X       | 6      | Q                                 |                   |
| Südkorea            | 12      | 2       | 13      | 1       | 3      | Q                                 |                   |
| Österreich          | X       | X       | 12      | 2       | 2      |                                   |                   |
| Neuseeland          | 13      | 1       | X       | X       | 1      |                                   |                   |
| Australien          | X       | X       | X       | X       | 0      |                                   |                   |
| Chinesisch Taipeh   | X       | X       | X       | X       | 0      |                                   |                   |
| Dänemark            | X       | X       | X       | X       | 0      |                                   |                   |
| Philippinen         | X       | X       | X       | X       | 0      |                                   |                   |
| Polen               | X       | X       | X       | X       | 0      |                                   |                   |

### Frauen
| Nation              | WM 2024 | WM 2024 | WM 2025 | WM 2025 | Gesamt | Olympisches Qualifikationsturnier | Winterspiele 2026 |
| Nation              | Rang    | Punkte  | Rang    | Punkte  | Punkte | Olympisches Qualifikationsturnier | Winterspiele 2026 |
| ------------------- | ------- | ------- | ------- | ------- | ------ | --------------------------------- | ----------------- |
| Kanada              | 1       | 15      | 1       | 15      | 30     | →                                 |                   |
| Schweiz             | 2       | 13      | 2       | 13      | 26     | →                                 |                   |
| Südkorea            | 3       | 11      | 4       | 10      | 21     | →                                 |                   |
| Schweden            | 5       | 9       | 5       | 9       | 18     | →                                 |                   |
| Dänemark            | 6       | 8       | 7       | 7       | 15     | →                                 |                   |
| Großbritannien      | 8       | 6       | 6       | 8       | 14     | →                                 |                   |
| Italien             | 4       | 10      | 10      | 4       | 14     | →                                 |                   |
| Volksrepublik China | X       | X       | 3       | 11      | 11     | →                                 |                   |
| Norwegen            | 9       | 5       | 8       | 6       | 11     | Q                                 |                   |
| Vereinigte Staaten  | 7       | 7       | 12      | 2       | 9      | Q                                 |                   |
| Japan               | 11      | 3       | 9       | 5       | 8      | Q                                 |                   |
| Türkei              | 10      | 4       | 11      | 3       | 7      | Q                                 |                   |
| Estland             | 12      | 2       | X       | X       | 2      | Q                                 |                   |
| Litauen             | X       | X       | 13      | 1       | 1      |                                   |                   |
| Neuseeland          | 13      | 1       | X       | X       | 1      |                                   |                   |
| Australien          | X       | X       | X       | X       | 0      |                                   |                   |
| Chinesisch Taipeh   | X       | X       | X       | X       | 0      |                                   |                   |
| Tschechien          | X       | X       | X       | X       | 0      |                                   |                   |
| Deutschland         | X       | X       | X       | X       | 0      |                                   |                   |
| Ungarn              | X       | X       | X       | X       | 0      |                                   |                   |
| Mexiko              | X       | X       | X       | X       | 0      |                                   |                   |

### Mixed Doubles
| Country             | WM 2024 | WM 2024 | WM 2025 | WM 2025 | Gesamt | Olympisches Qualifikationsturnier | Winterspiele 2026 |
| Country             | Rang    | Punkte  | Rang    | Punkte  | Punkte | Olympisches Qualifikationsturnier | Winterspiele 2026 |
| ------------------- | ------- | ------- | ------- | ------- | ------ | --------------------------------- | ----------------- |
| Estland             | 2       | 23      | 4       | 18      | 41     | →                                 |                   |
| Schweden            | 1       | 27      | 7       | 14      | 41     | →                                 |                   |
| Italien             | 8       | 13      | 1       | 27      | 40     | →                                 |                   |
| Großbritannien      | 6       | 15      | 2       | 23      | 38     | →                                 |                   |
| Norwegen            | 3       | 20      | 8       | 13      | 33     | →                                 |                   |
| Kanada              | 5       | 16      | 6       | 15      | 31     | →                                 |                   |
| Schweiz             | 4       | 18      | 11      | 10      | 28     | →                                 |                   |
| Vereinigte Staaten  | 10      | 11      | 5       | 16      | 27     | →                                 |                   |
| Australien          | 15      | 6       | 3       | 20      | 26     | Q                                 |                   |
| Südkorea            | 7       | 14      | 12      | 9       | 23     | Q                                 |                   |
| Japan               | 9       | 12      | 13      | 8       | 20     | Q                                 |                   |
| Deutschland         | 11      | 10      | 14      | 7       | 17     | Q                                 |                   |
| Neuseeland          | 19      | 2       | 9       | 12      | 14     | Q                                 |                   |
| Dänemark            | 14      | 7       | 15      | 6       | 13     | Q                                 |                   |
| Volksrepublik China | 12      | 9       | 17      | 4       | 13     | Q                                 |                   |
| Finnland            | X       | X       | 10      | 11      | 11     | Q                                 |                   |
| Tschechien          | 16      | 5       | 16      | 5       | 10     | Q                                 |                   |
| Niederlande         | 13      | 8       | 19      | 2       | 10     | Q                                 |                   |
| Türkei              | 17      | 4       | 18      | 3       | 7      | Q                                 |                   |
| Frankreich          | 18      | 3       | X       | X       | 3      | Q                                 |                   |
| Spanien             | 20      | 1       | 20      | 1       | 2      | Q                                 |                   |
| Ungarn              | X       | X       | X       | X       | 0      | Q                                 |                   |
| Österreich          | X       | X       | X       | X       | 0      | Q                                 |                   |
| Lettland            | X       | X       | X       | X       | 0      | Q                                 |                   |

Anmerkung: Schottland, England und Wales nehmen auf internationalem Wettkampflevel als eigenständige Nationen teil. In einer internen Abstimmung wurde festgelegt, dass nur Schottland olympische Qualifikationspunkte als Vertreter Großbritanniens erkämpfen kann.